# Lauri Hautamäki
Lauri Hautamäki, född 17 augusti 1936 i Kauhajoki, är en finländsk geograf.
Hautamäki var 1961–1970 assistent vid Helsingfors universitets geografiska institution och biträdande professor 1971–1977 samt 1977–1999 professor i regionvetenskap vid Tammerfors universitet. Har forskat i frågor kring regionalpolitik, region- och miljöplanering samt planering och utveckling av rurala områden.
År 1996 utnämndes han till ledamot av Finska Vetenskapsakademien.